# Тазено
Тазено (итал. Taceno) — коммуна в Италии, располагается в регионе Ломбардия, подчиняется административному центру Лекко.
Население составляет 466 человек, плотность населения составляет 155 чел./км². Занимает площадь 3 км². Почтовый индекс — 22040. Телефонный код — 0341.
В коммуне 15 августа особо празднуется Успение Пресвятой Богородицы.